# Villargoix
Villargoix település Franciaországban, Côte-d’Or megyében. Lakosainak száma 144 fő (2022. január 1.). Villargoix Montlay-en-Auxois, La Motte-Ternant, Saulieu és Thoisy-la-Berchère községekkel határos.

## Népesség
A település népessége az elmúlt években az alábbi módon változott:
| Lakosok száma | 226  | 171  | 177  | 171  | 154  | 147  | 143  | 139  | 137  | 144  |
|               | 1968 | 1982 | 1990 | 2006 | 2013 | 2015 | 2017 | 2019 | 2020 | 2022 |